# Tian Yumei
Tian Yumei (née le 28 décembre 1965) est une athlète chinoise, spécialiste du sprint. 

## Biographie

### Palmarès
| Date | Compétition                | Lieu         | Résultat | Épreuve   | Performance |
| ---- | -------------------------- | ------------ | -------- | --------- | ----------- |
| 1987 | Championnats d'Asie        | Singapour    | 3e       | 100 m     | 11 s 76     |
| 1990 | Jeux asiatiques            | Pékin        | 1re      | 100 m     | 11 s 80     |
| 1990 | Jeux asiatiques            | Pékin        | 3e       | 200 m     | 24 s 01     |
| 1991 | Championnats d'Asie        | Kuala Lumpur | 1re      | 100 m     | 11 s 54     |
| 1991 | Championnats d'Asie        | Kuala Lumpur | 1re      | 4 x 100 m | 43 s 41     |
| 1992 | Coupe du monde des nations | La Havane    | 3e       | 100 m     | 11 s 44     |
| 1992 | Coupe du monde des nations | La Havane    | 1re      | 4 x 100 m | 43 s 63     |
| 1993 | Championnats d'Asie        | Manille      | 1re      | 100 m     | 11 s 36     |

### Records
| Épreuve    | Performance | Lieu     | Date            |
| ---------- | ----------- | -------- | --------------- |
| 100 mètres | 11 s 06     | Shanghai | 17 octobre 1997 |